# Emil Logar
Emil Logar (Lubiana, 6 novembre 1940) è un ex cestista jugoslavo.

## Carriera
Con la Jugoslavia ha disputato i Campionati europei del 1963.

## Palmarès
- YUBA liga: 5

AŠK Olimpija: 1959, 1961, 1962, 1966, 1969-70